# تايتشي هارا
تايتشي هارا (باليابانية: 原 大智) (5 مايو 1999 في طوكيو في اليابان – )؛ هو لاعب كرة قدم سابق كان يلعب كمهاجم.

## وصلات خارجية
- تايتشي هارا على موقع رابطة كرة القدم اليابانية للمحترفين (اليابانية)
- تايتشي هارا على موقع قاعدة بيانات كرة القدم.إي يو (الإنجليزية)
- تايتشي هارا على موقع Soccerway.com (الإنجليزية)
- تايتشي هارا على موقع عالم كرة القدم.نت (الإنجليزية)